# Cypraeovula iutsui
Cypraeovula iutsui is een slakkensoort uit de familie van de Cypraeidae. De wetenschappelijke naam van de soort is voor het eerst geldig gepubliceerd in 1974 door Shikama.